# Kritikus fajelmélet
A kritikus fajelmélet (vagy kritikai fajelmélet, angolul critical race theory, rövidítve CRT) az Egyesült Államokban kialakult elmélet és mozgalom: a társadalmi és polgárjogi kutatók és aktivisták által végzett, tudományágakon átívelő vizsgálata egyrészről a jogszabályok, a társadalmi és politikai mozgalmak és a média, másrészről a faj és a nemzetiség társadalmi felfogása egymásra hatásának. Céljai közé tartozik a rasszizmus és a faji igazságosság minden fősodorbeli és alternatív nézetének megkérdőjelezése, beleértve a konzervatív, a liberális és a progresszív nézeteket is. Az elnevezésben szereplő kritikus vagy kritikai szó a kritikus gondolkodásra, a kritikai elméletre és a tudományos kritikára utal, nem pedig emberek kritizálására vagy hibáztatására; míg a faj szó az emberi népekre, nemzetiségekre, (nagy)rasszokra vonatkozik, és nem a biológiai értelemben vett fajfogalomra. A kritikus fajelmélet szintén elkülönítendő a XX. század első felében kialakult árja fajelmélettől.
A kritikus fajelméletet a szociológiában is használják a társadalmi, politikai és jogi struktúrák és a hatalomelosztás magyarázatára egy olyan "lencsén" keresztül, amely a faj fogalmára és a rasszizmus tapasztalataira összpontosít. A CRT fogalmi keretrendszere például a faji előítéletek megnyilvánulásait vizsgálja a jogszabályokban és a jogi intézményekben, mint például a bebörtönzések rendkívül eltérő arányát az Egyesült Államok különféle nemzetiségei esetén. A CRT egyik kulcsfontosságú fogalma az interszekcionalitás – vagyis annak módja, ahogyan az egyenlőtlenség és az identitás különböző formáit a faj, az osztály, a nem és a fogyatékosság összekapcsolódása befolyásolja. A CRT képviselői a fajra mint biológiai alap nélküli társadalmi konstrukcióra tekintenek. A kritikus fajelmélet egyik alapelve, hogy a rasszizmus és a faji egyenlőtlenségek összetett, változó és gyakran finom társadalmi és intézményi dinamikák eredménye, nem pedig az egyének explicit és szándékos előítéleteié. A kritikus fajelmélet képviselői azzal érvelnek, hogy a faj társadalmi és jogi konstrukciója a fehérek érdekeit a színesbőrűek rovására szolgálja, és hogy az amerikai jog "semlegesnek" tekintett liberális felfogása jelentős szerepet játszik a fajilag igazságtalan társadalmi rend fenntartásában, ahol a formálisan színvak törvények továbbra is faji megkülönböztetéssel járnak.
A kritikus fajelmélet az Egyesült Államokban a polgárjogok utáni korszakban kezdődött, amikor az 1960-as évek mérföldkőnek számító polgárjogi törvényeit felszámolták, és az iskolák újra szegregálódtak. Mivel a faji egyenlőtlenségek még a polgárjogi törvények elfogadása után is fennmaradtak, a kritikus fajelmélet tudósai az 1970-es és 1980-as években elkezdték átdolgozni és kibővíteni az osztály, a gazdasági struktúra és a jog fogalmának kritikai jogtudományi (angolul critical legal studies, rövidítve CLS) elméleteit, hogy megvizsgálják az amerikai jog szerepét a rasszizmus fenntartásában. A kritikus fajelmélet mint a kritikai elméleten alapuló elemzési rendszer az 1970-es évek közepén több amerikai jogtudós – többek között Derrick Bell, Alan Freeman, Kimberlé Crenshaw, Richard Delgado, Cheryl Harris, Charles R. Lawrence III, Mari Matsuda és Patricia J. Williams – művéből indult útjára. A kritikus fajelmélet olyan gondolkodók munkásságából merít, mint Antonio Gramsci, Sojourner Truth, Frederick Douglass és W. E. B. Du Bois, valamint az 1960-as és 1970-es évek Black Power, chicano és radikális feminista mozgalmaiból.
A kritikus fajelméletet tudományos alapon kritizálók szerint a kritikus fajelmélet a bizonyítékok és az érvek helyett a történetmesélésen alapul, elutasítja az igazságot és az érdemeket, és ellenzi a liberalizmust. 2020 óta a konzervatív amerikai törvényhozók igyekeznek tiltani vagy korlátozni a kritikus fajelmélet oktatását (a kritikus pedagógiával együtt) az általános és középiskolákban, valamint a szövetségi intézményekben folyó hasonló képzéseket. Az effajta tiltások mellett azzal érvelnek, hogy a kritikus fajelmélet hamis, Amerika-ellenes, a fehér embereket gazemberként kezeli, a radikális baloldaliságot támogatja, és indoktrinálja a gyerekeket. A kritikus fajelmélet betiltását szorgalmazókat azzal vádolják, hogy félremagyarázzák a kritikus fajelmélet tanait és fontosságát, és az a céljuk, hogy elhallgattassák a rasszizmusról, egyenlőségről, társadalmi igazságosságról és a fajfogalom történetéről szóló vitákat.